# مریلین فرایدمن
مریلین آن فریدمن (زاده ۷ آوریل ۱۹۴۵) یک فیلسوف آمریکایی است. وی دارای کرسی استادی فلسفه دبلیو آلتون جونز در دانشگاه واندربیلت است.

## تحصیلات
در سال ۱۹۶۷، او مدرک لیسانس در علوم سیاسی را از دانشگاه واشینگتن در سنت لوئیس دریافت کرد. در سال ۱۹۶۸ به دلایل سیاسی به کانادا رفت و یک دهه در آنجا اقامت کرد. در سال ۱۹۷۴ او مدرک دکتری خود را در فلسفه از دانشگاه وسترن انتاریو در لندن، انتاریو در کانادا دریافت کرد. در سال ۱۹۶۴، در حالی که فریدمن یک سال از دانشگاه مرخصی گرفته‌بود، به هرج و مرج سیاسی به عنوان چیزی که از آن به عنوان «نوعی جهل و بی تفاوتی سیاسی» یاد می‌کند، نگریست.

## حرفه
حرفه تدریس تمام وقت فریدمن در سال ۱۹۷۳ در دانشگاه دنیسون آغاز شد، او چهار سال در آنجا به تدریس پرداخت. از آن زمان او همچنین در ایالات متحده و کانادا، از کالج خصوصی کوچک هنرهای لیبرال گرفته تا دانشگاه‌های دولتی بزرگی مانند دانشگاه وسترن انتاریو، دانشگاه ایالتی بولینگ گرین، دانشگاه پوردو، و دانشگاه واشینگتن در سنت لوئیس تدریس کرده‌است.
در اواسط دهه ۱۹۸۰، خودمختاری به تمرکز اصلی دانشگاهی او تبدیل شد. فریدمن می‌گوید: «بسیاری از فمینیست‌ها فکر می‌کردند که آرمان اخلاقی خودمختاری نشان‌دهنده شیوه‌های استدلال اخلاقی مردانه است، نه زنانه». «بیشتر مردم خودمختاری را جدایی خود از عزیزان می‌دانستند - نوعی خودخواهی. من آن را تعیین سرنوشت می‌دانم، و فکر نمی‌کنم که باید تداعی‌های خاص مردانه داشته باشد.» فریدمن تأثیر روابط خانوادگی و اجتماعی را بر خودمختاری بررسی کرده‌است و تأمل انتقادی را راهی برای کاهش ظلم می‌داند. او همچنین موضوعاتی مانند: ماهیت روابط بین فردی نزدیک، زنان در فقر، مراقبت و عدالت، جانبداری و بی‌طرفی، خودمختاری، هویت جنسیتی و آموزش چندفرهنگی را مورد بررسی قرار داده‌است. فریدمن در سال ۱۹۹۳، بیست سال پس از اولین شروع تدریس، به مقام استادی رسید. در سال ۲۰۰۹ او به دانشگاه واندربیلت پیوست، و از آن زمان در زمینه فلسفه اجتماعی و سیاسی، اخلاق و نظریه فمینیستی کار می‌کند.

## آثار
اولین کتاب فریدمن، دوستان برای چیست؟ دیدگاه‌های فمینیستی در مورد روابط شخصی در نظریه اخلاقی، دوستی، اخلاق مراقبت، جانبداری و بی‌طرفی را مورد بحث قرار می‌دهد. کتاب دیگر او در سال ۲۰۰۳ ، خودمختاری، جنسیت، سیاست، آرمان‌های خودمختاری در برابر تحلیل‌های مختلف را تحلیل می‌کند و آن را برای موضوعاتی مانند خشونت خانگی و روابط سیاسی چندفرهنگی به کار می‌برد. فریدمن همچنین سردبیر مجله زنان و شهروندی است که حاوی مقالاتی از دانشمندان برجسته فمینیست است. وی همچنین پ فمینیسم و اجتماع، ذهن و اخلاق: مقالاتی در مورد اخلاق و علوم شناختی، و حقوق و عقل: مقالاتی به افتخار کارل ولمن را ویرایش کرده‌است. مقالات او در گلچین‌ها، و همچنین مجله فلسفه، اخلاق، هیپاتیا و دیگران منتشر شده‌است.

## جوایز و تقدیرها
در طول زندگی حرفه ای فریدمن، او چندین بورسیه تحقیقاتی و مدیریت برنامه مطالعاتی زنان را به دست آورده‌است. زمینه‌های مورد علاقه وی تروریست‌های زن، حقوق زنان، و تنوع فرهنگی است. علایق فریدمن شامل پروژه ای در مورد تروریست‌های زن است و او موضوعاتی مانند اینکه آیا فضیلت برای خوشبختی لازم است، چگونه می‌توان افراد را به شیوه ای مسئولانه مقصر دانست و چگونه زنان مورد آزار و اذیت را که به دلیل ناتوانی در محافظت از فرزندان خود آنان را از دست داده‌اند را بررسی می‌کند

## زندگی شخصی
فریدمن در شهر شیکاگو توسط والدینی بزرگ شد که تحصیلات ضعیفی داشتند و مهاجران یهودی طبقه کارگر بودند. او با فیلسوف لری می ازدواج کرده‌است و یک دختر دارد.